# Alexandre Pharamond
Alexandre Emmanuel Pharamond (* 20. Oktober 1876 in Paris; † 4. Mai 1953 in Neuilly-sur-Seine) war ein französischer Rugbyspieler.
Mit dem Team der Union des sociétés françaises de sports athlétiques nahm er bei den Olympischen Sommerspielen 1900 am Rugbyturnier teil. Das Team konnte sich mit einem 27:17 gegen den Fußballclub Frankfurt, der das Deutsche Reich repräsentierte, und mit 27:8 gegen die Moseley Wanderers, die für Großbritannien antraten, klar durchsetzen und die Goldmedaille gewinnen.
Auf Vereinsebene spielte er zunächst von 1894–1900 bei Racing Club de France, mit denen er 1900 die Französische Rugby-Union-Meisterschaft gewann. Danach spielte er von 1900 bis 1907 bei Stade Français aus Paris und gewann mit der Mannschaft 1901 erneut die Französische Rugby-Union-Meisterschaft.